# Photometrisches System
Mit einem photometrischen System bestimmt man in der Astronomie die scheinbare Helligkeit von Sternen in verschiedenen Spektralbereichen des Lichts.
Um die spektroskopischen Eigenschaften der Sterne genauer beschreiben zu können, verwendet man einen Satz von Filtern, auch Bändern genannt, für verschiedene Wellenlängenbereiche. Ein solcher Filtersatz gemeinsam mit Angaben über die Durchlasseigenschaften der Filter bildet ein photometrisches System.
Eine wichtige Eigenschaft der Filter ist die isophote Wellenlänge, also die Wellenlänge des Schwerpunkts der Empfindlichkeitsfunktion.
Ein photometrisches System wird mit einer ihm eigenen Liste von Standardsternen kalibriert.
Je nach der Größe des Spektralbereichs, den die Filter durchschnittlich abdecken, unterscheidet man:
- breitbandige Systeme (broad-band)
- schmalbandige Systeme (narrow-band)
- eine Zwischenkategorie (intermediate-band).

Werden die Eigenschaften eines Himmelskörpers in verschiedenen Bändern betrachtet und verglichen, so spricht man auch von Multibandphotometrie. Zum Vergleich der Helligkeiten in verschiedenen Filtern kann der Farbindex definiert werden.

## Historische Entwicklung
Mit der Einführung der photographischen Astronomie gegen Ende des 19. Jahrhunderts stellte sich heraus, dass die photographisch bestimmten Helligkeiten der Sterne nicht mit den visuellen Helligkeiten der Sternkataloge übereinstimmten. Die Ursache dafür ist, dass die spektrale Empfindlichkeit der verwendeten Fotoplatten nicht mit der Empfindlichkeit des Auges übereinstimmen. Helligkeitsangaben erfordern daher Angaben über die spektrale Empfindlichkeit des verwendeten Detektors und die Absorptionseigenschaften der verwendeten Filter.

## Beispiele
- Das einfachste System ist das photovisuelle System, das die visuellen Helligkeiten mit einer isophoten Wellenlänge um 510 nm mit fotografisch bestimmten Helligkeiten und diejenigen, die mit orthochromatischen Emulsionen ermittelt. Die isophote Wellenlänge einer orthochromatischen Emulsion liegt weiter im blauen Bereich des Spektrums um 450 nm.
- Das am weitesten verbreitete photometrische System, das die Leuchtkraft im nahen ultravioletten, blauen und visuellen Bereich angibt, ist das breitbandige UBV-System, das ursprünglich 1953 von Johnson und Morgan definiert wurde.[4] Die heute gängigste Modifikation ist das Bessell-System von 1990, das hauptsächlich auf den Versionen von Johnson und Cousins beruht und daher auch häufig als Johnson-Cousins-System bezeichnet wird.[5] Darüber hinaus existieren Erweiterungen auf den infraroten Bereich, siehe dazu UBV-System #Erweiterungen.
- Ein weiteres erfolgreiches photometrisches System ist das Strömgren-Crawford-System mit den Filtern uvbyβ (β verweist auf die H-beta-Linie aus der Balmer-Serie). In diesem System können über die Farbindizes astrophysikalische Parameter wie die Temperatur oder der Balmersprung präzise vermessen werden. Insbesondere können interstellare Extinktion und Rötung über das System abgeschätzt werden.[6]
- Einen ähnlichen Vorteil bringen auch die beiden anderen gebräuchlichen Intermediate-Systeme aus Genf, das Geneva (UBB1B2VV1G) System, sowie aus Vilnius, das Vilnius (UPXYZVS) System. In letzterem System bilden die Farbindizes für entrötete O-Sterne per Definition den Nullpunkt, somit sind die Farbindizes aller normalen Sterne positiv.[2]
- Verschiedene Großteleskope und Raumsonden benutzen eigene Filtersysteme. Dazu zählt etwa das u'g'r'i'z'-System der Sloan Digital Sky Survey. Auch die Raumsonde Gaia nutzt ein eigenes System, siehe dazu G-Band-Magnitude.